# جام حذفی فوتبال ایتالیا ۲۴–۲۰۲۳
کوپا ایتالیا ۲۴–۲۰۲۳ (با نام تجاری کوپا ایتالیا Frecciarossa به دلایل حمایت مالی) هفتاد و هفتمین دوره جام ملی در فوتبال ایتالیا بود. ۴۴ تیم شرکت کننده بودند.
اینتر میلان دو بار مدافع عنوان قهرمانی بود، اما در مرحله یک‌هشتم نهایی توسط بولونیا حذف شد.
یوونتوس پس از شکست ۱–۰ آتالانتا در فینال، برای پانزدهمین بار قهرمان شد.

## قالب و سیدبندی
تیم‌ها در مراحل مختلف به شرح زیر وارد مسابقات شدند:
- مرحله اول (مسابقه یک پا)
  - مرحله مقدماتی: پنج تیم از سری سی و ۳ تیم سری بی مسابقات را آغاز کردند
  - دور ۶۴: ۱ تیم سری سی، ۱۵ تیم سری بی و ۱۲ تیم از سری آ به چهار برنده پیوستند.
  - دور سی و دوم: ۱۶ برنده در مقابل هم قرار گرفتند
- مرحله‌دوم
  - دور یک شانزدهم (یک پا): به هشت برنده، باشگاه‌های سری آ پیوستند، با امتیاز ۱–۸
  - مرحله یک چهارم نهایی (یک پا): هشت برنده با یکدیگر روبرو شدند
  - نیمه نهایی (دو بازی): چهار برنده با یکدیگر روبرو شدند
  - نهایی (تک پا): دو برنده در مقابل هم قرار گرفتند

## فینال
| آتالانتا | ۰–۱   | یوونتوس |
| -------- | ----- | ------- |
|          | گزارش |         |